# For the Peace of Bear Valley
For the Peace of Bear Valley è un cortometraggio muto del 1913 diretto da Frank E. Montgomery.

## Trama
Un uomo bianco lascia la fidanzata, preferendole una ragazza indiana. La sua scelta porterà a risultati disastrosi che coinvolgeranno lui e un gruppo di cacciatori.

## Produzione
Il film fu prodotto dalla Nestor Film Company.

## Distribuzione
Distribuito dall'Universal Film Manufacturing Company, il film - un cortometraggio di una bobina - uscì nelle sale cinematografiche USA il 22 settembre 1913.